# Heinz Mollenhauer
Heinz Karl Wilhelm Joachim Mollenhauer (* 22. August 1893 in Braunschweig; † 5. September 1977 ebenda) war ein deutscher Rechtsanwalt, Heimatforscher und Politiker (DNVP).

## Leben
Heinz Mollenhauer kam 1893 als Sohn des Gymnasiallehrers Karl Mollenhauer in Braunschweig zur Welt. Er wuchs in Blankenburg (Harz) auf und absolvierte am dortigen Gymnasium Am Thie 1912 das Abitur. Einer Banklehre in Halle an der Saale folgte das Studium der Rechtswissenschaft in München und Göttingen. Die Studienzeit wurde durch die Teilnahme nahezu am gesamten Ersten Weltkrieg unterbrochen. Mollenhauer war ab 1923 zunächst als Gerichtsassessor, ab 1925 als Rechtsanwalt und nachfolgend auch als Notar in Braunschweig tätig. Zur Zeit der Weimarer Republik gehörte er ab 1928 der fünfköpfigen DNVP-Fraktion des Braunschweigischen Landtags an. Während des Zweiten Weltkriegs war er Kriegsgerichtsrat in Frankreich.
Nach dem Krieg zählte Mollenhauer gemeinsam mit Ernst Bergfeld zu den Gründern der gemeinnützigen Vereinigung „Freundeskreis des Großen Waisenhauses BMV e. V.“, die im Januar 1951 zur Unterstützung der Waisen in Braunschweig ins Leben gerufen wurde und deren langjähriger Vorsitzender er wurde. Er war von 1951 bis 1973 Vorstandsmitglied des Braunschweigischen Landesvereins für Heimatschutz, zu dessen Ehrenmitglied er 1973 ernannt wurde. Mollenhauer war Mitglied der literarischen Vereinigung der Kleiderseller. Er erhielt 1963 das Bundesverdienstkreuz 1. Klasse verliehen.
Mollenhauer wohnte in der Stresemannstraße in Braunschweig. Er starb 1977 in Braunschweig.

## Schriften (Auswahl)
Mollenhauer publizierte zahlreiche Aufsätze zur Heimat- und Naturkunde sowie über Persönlichkeiten des Braunschweiger Landes, insbesondere in den Zeitschriften Der Freundeskreis, Braunschweigische Heimat und Unser Harz.
- Wanderabenteuer in und um Braunschweig, Appelhans, Braunschweig, 1936.
- Die Naturwarte Braunschweig-Riddagshausen. In: Braunschweigische Heimat 36 (Festgabe), 1950, S. 162–166.
- Der Braunschweiger Kunstmaler Ernst Elster. In: Braunschweigische Heimat 39 (3), 1953, S. 87–88.
- Die Taxordnung des Landes Braunschweig von 1645 und ihre Bedeutung für die Gegenwart. In: Braunschweigische Heimat 39 (4), 1953, S. 109–115.
- Burg Greene als Gedenkstätte des Heimkehrerverbandes. In: Braunschweigische Heimat 40 (1), 1954, S. 29–31
- Zum Geschäftsjubiläum des Heimatverlages E. Appelhans & Co. In: Braunschweigische Heimat 40 (3), 1954, S. 90–92.
- Windschutzhecken zwischen Oker und Erse. In: Braunschweigische Heimat 41 (2), 1955, S. 63–64.
- Die Anlage von Naturlehrpfaden. In: Braunschweigische Heimat 42 (4), 1956, S. 150–153.
- Der rote Gast im Klepperkrug und andere Harzgeschichten, Waisenhaus-Buchdruckerei und Verlag, Braunschweig, 1957.
- Heimatkundliche Beobachtungen in Salzgitter-Lebenstedt. In: Braunschweigische Heimat 43 (3), 1957, S. 90–93.
- Franz Zobel und das neue Heimatmuseum im Schlosse zu Salzgitter-Salder. In: Braunschweigische Heimat 46 (2), 1960, S. 57–58.
- Die Grünanlagen in der Stadt Braunschweig. In: Braunschweigische Heimat 48 (2), 1962, S. 62–64.
- Die Erweiterung des Botanischen Gartens in Braunschweig. In: Braunschweigische Heimat 52 (2), 1966, S. 62–64.
- Ernst Bergfeld zum Gedächtnis. In: Braunschweigische Heimat 55 (3), 1969, S. 105–107.